# Рінгкебінг-Скєрн (муніципалітет)
Рінгке́бінг-Скє́рн (дан. Ringkøbing-Skjern) — данська комуна у складі регіону Центральна Ютландія. Адміністративний центр комуни — місто Рінгкебінг.

## Географія
Площа — 1488,82 км², це 3,45 % площі Данії (якщо не враховувати Ґренландію та Фарерські острови).
До складу комуни входять Рінгкебінг та Скєрн (дан. Rinkøbing, Skjern). 

## Демографія
Чисельність населення — 56,203 осіб (2022). 

### Населення міст
| Рінгкебінг   | 9,900 |
| Скєрн        | 7,800 |
| Відебек      | 4,300 |
| Тарм         | 4,000 |
| Вілле Санне  | 2,900 |
| Сп'ялл       | 1,300 |
| Лем          | 1,300 |
| Воргод-Барре | 1,000 |
| Тім          | 880   |

## Історія
Муніципалітет було створено 2007 року з таких комун:
- Егвад
- Рінгкебінг
- Скєрн
- Відебек
- Гольмсланн

## Залізничні станції
- Борріс
- Геє
- Лем
- Рінгкебінг
- Скєрн
- Тарм
- Тім
- Трольдгеде